# さいたま民俗文化研究所
さいたま民俗文化研究所（さいたまみんぞくぶんかけんきゅうじょ）は埼玉県所沢市にある民俗分野に関する研究所である。

## 概要
「さいたま民俗文化研究所」は、人の心を豊かにする、民俗を核とした地域文化の創造に貢献すべく民俗文化を振り返り、民俗からの発想を心がけ、さまざまな事業を展開している。2009年、文化庁の「変容の危機にある無形の民俗文化財の記録作成の推進事業」に関わり、報告書が作成された。

## 沿革
- 2000年：さいたま民俗文化研究所設立。所長は大舘勝治。

## 事業内容
- 1　民俗・民具に関する地域の総合調査及び報告書の作成
- 2　講演会・講習会（公民館・市民大学など）の企画及び講師の派遣
- 3　博物館・資料館の展示の企画及び施工
- 4　映像・音声記録
- 5　資料の撮影
- 6　民俗（祭りや行事、伝統的建造物、民俗景観など）を核とした「地域づくり」や「まちづくり」などのプランニング
- 7　出版活動（出版、書籍の企画・編集・制作、本づくりのサポート）
- 8　調査員及び講師／「さいたま民俗文化研究所」に所属するスタッフ